# Гелен Вейнрайт
Гелен Вейнрайт (англ. Helen Wainwright, 15 березня 1906 — 8 жовтня 1965) — американська стрибунка у воду і плавчиня.
Призерка Олімпійських Ігор 1920, 1924 років.